# Chaumeirac
Chaumeirac (en francès Chomérac) és un municipi francès situat al departament de l'Ardecha i a la regió d'Alvèrnia-Roine-Alps. L'any 2007 tenia 2.666 habitants.

## Demografia

### Població
El 2007 la població de fet de Chomérac era de 2.666 persones. Hi havia 1.094 famílies de les quals 329 eren unipersonals (139 homes vivint sols i 190 dones vivint soles), 329 parelles sense fills, 329 parelles amb fills i 107 famílies monoparentals amb fills.
La població ha evolucionat segons el següent gràfic:
Habitants censats

### Habitatges
El 2007 hi havia 1.305 habitatges, 1.107 eren l'habitatge principal de la família, 90 eren segones residències i 108 estaven desocupats. 1.053 eren cases i 251 eren apartaments. Dels 1.107 habitatges principals, 793 estaven ocupats pels seus propietaris, 289 estaven llogats i ocupats pels llogaters i 25 estaven cedits a títol gratuït; 10 tenien una cambra, 78 en tenien dues, 193 en tenien tres, 323 en tenien quatre i 502 en tenien cinc o més. 760 habitatges disposaven pel capbaix d'una plaça de pàrquing. A 440 habitatges hi havia un automòbil i a 564 n'hi havia dos o més.

### Piràmide de població
La piràmide de població per edats i sexe el 2009 era:
| Homes | Edats   | Dones |
| ----- | ------- | ----- |
| 0     | 95 o +  | 8     |
| 0     | 90 a 94 | 20    |
| 12    | 85 a 89 | 28    |
| 8     | 80 a 84 | 28    |
| 36    | 75 a 79 | 28    |
| 48    | 70 a 74 | 40    |
| 40    | 65 a 69 | 64    |
| 88    | 60 a 64 | 56    |
| 92    | 55 a 59 | 60    |
| 100   | 50 a 54 | 128   |
| 100   | 45 a 49 | 92    |
| 124   | 40 a 44 | 80    |
| 80    | 35 a 39 | 80    |
| 48    | 30 a 34 | 88    |
| 72    | 25 a 29 | 52    |
| 68    | 20 a 24 | 48    |
| 116   | 15 a 19 | 96    |
| 96    | 10 a 14 | 100   |
| 56    | 5 a 9   | 76    |
| 44    | 0 a 4   | 36    |

## Economia
El 2007 la població en edat de treballar era de 1.755 persones, 1.274 eren actives i 481 eren inactives. De les 1.274 persones actives 1.195 estaven ocupades (640 homes i 555 dones) i 80 estaven aturades (33 homes i 47 dones). De les 481 persones inactives 190 estaven jubilades, 189 estaven estudiant i 102 estaven classificades com a «altres inactius».

### Ingressos
El 2009 a Chomérac hi havia 1.160 unitats fiscals que integraven 2.770 persones, la mediana anual d'ingressos fiscals per persona era de 18.878,5 €.

### Activitats econòmiques
Dels 116 establiments que hi havia el 2007, 3 eren d'empreses extractives, 5 d'empreses alimentàries, 5 d'empreses de fabricació d'altres productes industrials, 27 d'empreses de construcció, 22 d'empreses de comerç i reparació d'automòbils, 6 d'empreses de transport, 6 d'empreses d'hostatgeria i restauració, 2 d'empreses d'informació i comunicació, 4 d'empreses financeres, 4 d'empreses immobiliàries, 12 d'empreses de serveis, 14 d'entitats de l'administració pública i 6 d'empreses classificades com a «altres activitats de serveis».
Dels 40 establiments de servei als particulars que hi havia el 2009, 1 era una oficina de correu, 2 oficines bancàries, 3 tallers de reparació d'automòbils i de material agrícola, 1 autoescola, 9 paletes, 2 guixaires pintors, 5 fusteries, 5 lampisteries, 3 electricistes, 3 perruqueries, 3 restaurants, 2 agències immobiliàries i 1 saló de bellesa.
Dels 8 establiments comercials que hi havia el 2009, 1 era un hipermercat, 1 una botiga de més de 120 m², 3 fleques, 1 una fleca, 1 una peixateria i 1 una joieria.
L'any 2000 a Chomérac hi havia 24 explotacions agrícoles que ocupaven un total de 484 hectàrees.

## Equipaments sanitaris i escolars
L'únic equipament sanitari que hi havia el 2009 era una farmàcia.
El 2009 hi havia 1 escola maternal i 2 escoles elementals. Chomérac disposava d'un liceu tecnològic amb 248 alumnes.

## Poblacions més properes
El següent diagrama mostra les poblacions més properes.